# ئی‌ام‌دی اس‌دابلیو۱۵۰۴
ئی‌ام‌دی اس‌دابلیو۱۵۰۴ (انگلیسی: EMD SW1504) یک لوکوموتیو دیزلی شانتر ساخت شرکت جنرال موتورز الکترو-موتیو دیزل است.
این لوکوموتیو که از مه تا آگوست سال ۱۹۷۳ تولید میشده دارای ۱۵۰۰ اسب بخار قدرت و ۱۱۲٬۰۰۰ کیلوگرم وزن بوده است.